# Tomiyamichthys lanceolata
Tomiyamichthys lanceolata es una especie de peces de la familia de los Gobiidae en el orden de los Perciformes.

## Morfología
Los machos pueden llegar a alcanzar los 7,5 cm de longitud total.

## Hábitat
Es un pez de Mar Y, de clima subtropical y asociado a los arrecifes de coral que vive hasta los 25 m de profundidad.

## Distribución geográfica
Se encuentra al sur del Japón.

## Observaciones
Es inofensivo para los humanos. 